# 2016년 조선민주주의인민공화국

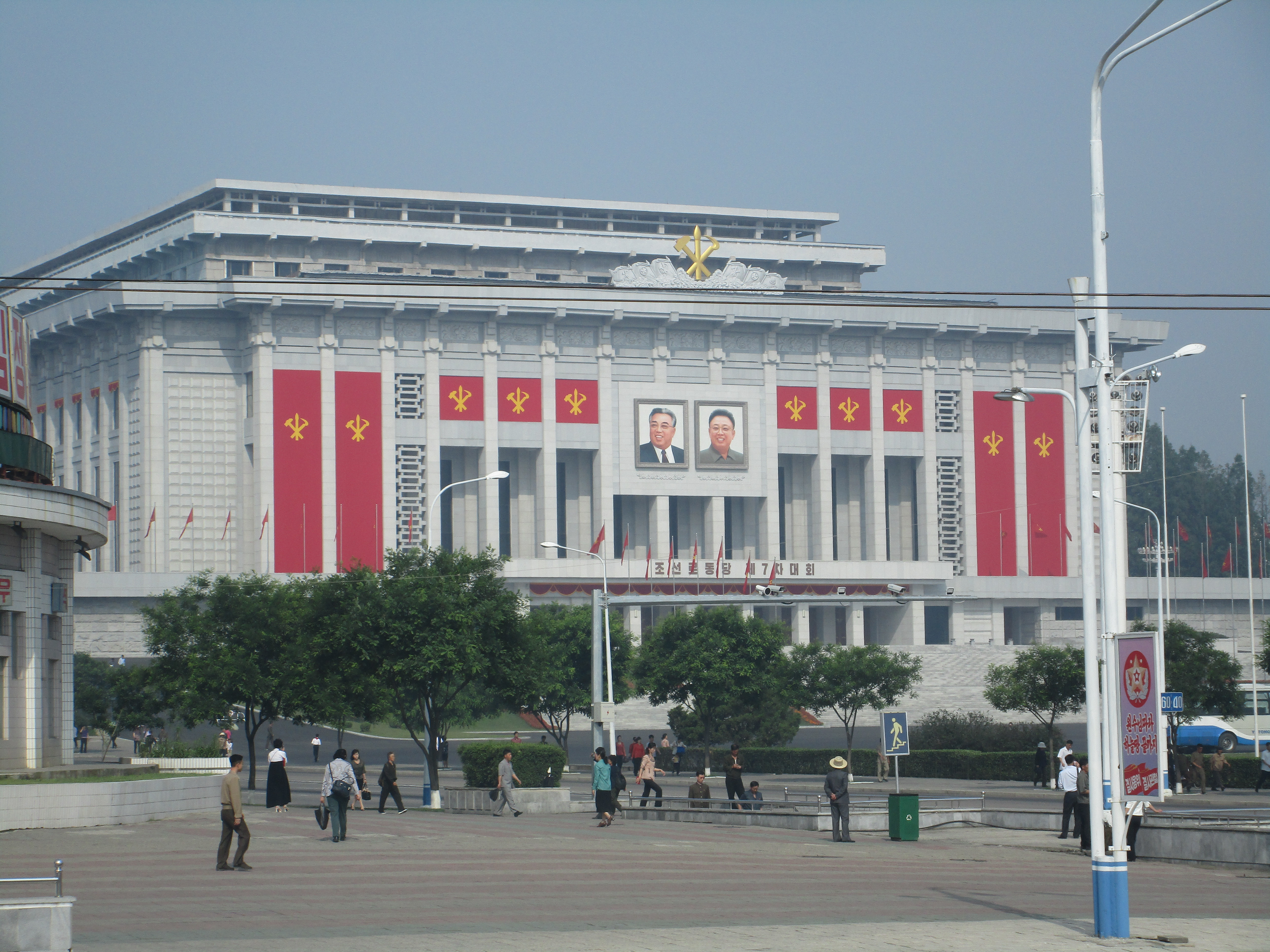

다음은 2016년 조선민주주의인민공화국에서 일어났던 사건들을 정리해 놓은 문서이다.

## 사건
- 1월 6일 - 당국이 낮 12시에 성공적으로 수소탄 핵 실험을 했다고 발표하였다.
- 2월 7일 - 오전 9시 평안북도 철산군 동창리 미사일 기지에서 장거리 발사체에 실린 인공위성(광명성 4호)을 발사했다.
- 2월 10일 - 대한민국 정부가 개성공업지구의 가동을 전면중단 및 철수를 선언하면서, 남측 근로자 추방 및 전면 동결에 들어갔다.
- 3월 8일 - 대한민국의 외교 안보 책임자 40여명의 휴대전화를 해킹하고 음성과 문자 등 정보를 빼돌리는 공격을 감행했다.
- 3월 16일 - 평양직할시 남동쪽 34km 지점에서 규모 2.2의 인공지진이 발생하였다.
- 3월 18일 - 평안남도 숙천군에서 노동 미사일을 발사하였다. 이 탄도미사일은 일본 방공식별구역에 떨어졌다.
- 3월 21일 - 함경남도 함흥시 북방 일대에서 단거리 미사일을 5발 동해로 발사하였다.
- 3월 29일 - 강원도 원산시에서 단거리 발사체 1발을 발사하였다.
- 4월 9일 - 해외근로자 신분의 식당 종업원 13명이 집단으로 탈북하여 대한민국에 입국하였다.
- 4월 15일 - 태양절을 맞아 무수단 미사일을 동해안 지역에서 발사하였으나 폭발해 실패하였다.
- 5월 6일 - 평양에서 36년만에 제7차 노동당 대회가 개막되었다.
- 6월 22일 - 원산 일대에서 무수단 미사일 2기를 발사하였으나 1기는 공중 폭발하였고, 1기는 약 400km를 비행, 성공하였다.
- 7월 9일 - 함경남도 신포군 동남쪽 해상에서 잠수함탄도미사일을 발사하였다.
- 7월 19일 - 황해북도 황주군 일대에서 탄도미사일 3발을 발사하였다.
- 7월 22일 - 고려항공 JS 151편 여객기가 기내 화재로 인해 중화인민공화국 선양시에서 긴급 착륙하였으나, 승객과 승무원 75명이 무사하였다.

## 사망
- 5월 20일 - 외교관이자 정치가 강석주
- 11월 8일 - 작곡가 리종오
- 11월 15일 - 정치인 변영립
- 11월 28일 - 정치인 김명국